# 黃運金
黃運金（1898年1月5日—1996年8月5日），台灣政治人物，曾任第一屆新竹縣參議會議長、臺灣省臨時省議會第一、二屆議員、臨時省議會第三屆暨省議會第一屆議員、省議會第二、三屆議員。

## 生平
黃運金1898年1月5日出生，父黃水生，母黃劉氏悌妹，排行長男。1917年3月自臺灣總督府國語學校師範部畢業，任教於鶴岡公學校（今苗栗縣公館鄉鶴岡國民小學），後又當上苗栗街書記。及後就讀日本大學，1930年通過文官高等試驗行政科考試，翌年司法科試驗亦合格，1933年在新竹市自行開業當辯護士（即律師），同時為新竹市會議員:120。
1947年二二八事件期間，任二二八事件處理委員會新竹縣分會負責人。黃運金是苗栗地方派系黃派的創始人，亦曾任建臺中學的董事長。
1949年，臺灣省政府邀請地方菁英組成「地方自治研究會」，推動行政區域重劃。「地方自治研究會」將原新竹縣分為兩個縣（新竹縣、人和縣），與省民政廳的方案分為三縣（新竹縣、長風縣、竹南縣）相異。引起時任新竹縣參議會議長黃運金（支持兩縣）與新竹縣選出的省參議員劉闊才（支持三縣）產生對立。最後成為日後「黃派」與「劉派」之爭。
在第一屆苗栗縣長選舉中與劉定國競選苗栗縣長時，因黃運金疑買票，在競選時曾創出一句客家歇曲：「黃運金，拿錢給人食點心，點心食呀忒，選給劉定國」(客家話)